# Martigné-Ferchaud
Martigné-Ferchaud är en kommun i departementet Ille-et-Vilaine i regionen Bretagne i nordvästra Frankrike. Kommunen ligger i kantonen Retiers som tillhör arrondissementet Fougères-Vitré. År 2022 hade Martigné-Ferchaud 2 632 invånare.

## Befolkningsutveckling
Antalet invånare i kommunen Martigné-Ferchaud
Referens:INSEE